# هاب وليونارد (مسلسل)
هاب وليونارد هو مسلسل درامي تلفزيوني أمريكي مبني على شخصيات هاب وليونارد ، من تأليف الروائي جو ريتشارد لانسديل  وتم اقتباسه من سلسلة رواياته التي تحمل الاسم نفسه. كتب المسلسل وطوره نيك داميتشي وجيم مايكل ، اللذان كانا قد تكيفا سابقًا مع لانسديل البرد في يوليو وكان من إخراج ميكل. عُرض المسلسل لأول مرة على شبكة الكابل الأمريكية (سندانس تي في) في 2 مارس 2016. تلقى المسلسل مراجعات إيجابية.
تدور أحداث الفيلم في أواخر الثمانينيات من القرن الماضي ، وهي هاب وليونارد ، وهي عبارة عن مستنقع كوميدي غامض لأفضل صديقين ، واحدة قاتلة ، وطاقم من الثوار المنهكين ، وزوج من القتلة النفسيين القاتلين ، وبعض الغنائم المفقودة ، والزغب.
تم تجديد المسلسل للموسم الثالث من ست حلقات والذي تم عرضه لأول مرة في 7 مارس 2018. الموسم الثالث مستوحى من الرواية الثالثة في سلسلة هاب وليونارد بعنوان الاثنان يتحملو مامبو .
أعلنت سندانس في 14 مايو 2018 أنها ألغت المسلسل بعد ثلاثة مواسم.

## الممثلين والشخصيات

### الأساسية
- جيمس بوريفوي [12] مثل هاب كولينز ، عامل أبيض من الطبقة العاملة قضى وقتًا في السجن الفيدرالي عندما كان شابًا لرفضه التجنيد في الجيش والخدمة في حرب فيتنام [13]
- مايكل كينيث ويليامز دور ليونارد باين ، طبيب بيطري مثلي الجنس من السود في فيتنام يعاني من مشاكل غضب خطيرة
- جيمي سيمبسون [14] كجندي ، تاجر مخدرات محلي (الموسم 1)
- بيل سيج [15] دور هوارد (الموسم 1)
- كريستينا هندريكس [16] بدور ترودي فاوست ، زوجة هاب السابقة (الموسم 1)
- بوليانا ماكنتوش [17] بدورانجل (الموسم 1)
- إنريكي مورسيانو في دور راؤول (مواسم 1-2)
- تيفاني ماك في دور فلوريدا جرانج (مواسم 2-3)
- كرانستون جونسون في دور المحقق هانسون (المواسم 2–3)
- بريان دنيهي في دور شريف فالنتين أوتيس (الموسم 2)
- أندرو دايس كلاي في دور سوني نوكس (الموسم 3)

### متكرر
- نيل سانديلاندز بدور باكو
- رون روجي بدور بود كولينز
- تتبع الماجستير مثل ليتل هاب
- كادن واشنطن لويس في دور ليتل ليونارد
- فلورنس يونغ بدور كاي
- كاري شيمويل في دور ترودي دبل
- لويس جوسيت جونيور في دور بيكون
- لورا ألين في دور الضابط رينولدز

## إنتاج
تم تصوير العرض في باتون روج ، لويزيانا ،  على الرغم من أن المسلسل تدور أحداثه في الثمانينيات في مدينة لابورد الخيالية في شرق تكساس . اثنان من المواقع المستخدمة هما مستشفى النساء القديم  ومركز سلتيك الإعلامي.

## استقبال
حصل الموسم الأول على روتن نوملينوز على نسبة موافقة تبلغ 88٪ بناءً على آراء 24 منتقدًا.

## علاقة
مجموعة تسمى هاب وليو نارد تتكون من قصص قصيرة منشورة سابقًا ( الضباع ، زيارة الحجاب ، الهدف الميت ) بواسطة جو لانسديل بالإضافة إلى محتوى جديد تم نشره بواسطة منشورات تاكيون في مارس 2016 كإرتباط بالمسلسل التلفزيوني.

## روابط خارجية
- الموقع الرسمي
- هاب وليونارد  في قاعدة بيانات الأفلام على الإنترنت (بالإنجليزية)
- الموقع الرسمي جو ريتشارد لانسديل